# Pimas
Pimas är en ort i Mexiko.   Den ligger i kommunen Yécora och delstaten Sonora, i den nordvästra delen av landet, 1 400 km nordväst om huvudstaden Mexico City. Pimas ligger 1 561 meter över havet och antalet invånare är 120.
Terrängen runt Pimas är huvudsakligen kuperad, men den allra närmaste omgivningen är platt. Runt Pimas är det mycket glesbefolkat, med 3 invånare per kvadratkilometer. Det finns inga andra samhällen i närheten. I omgivningarna runt Pimas växer huvudsakligen savannskog.